# Jun Mizuno
Jun Mizuno (Chiba, 7 augustus 1974) is een voormalig Japans voetballer.

## Carrière
Jun Mizuno speelde tussen 1993 en 2000 voor JEF United Ichihara en Mito HollyHock.